# La Neuville-Bosmont
La Neuville-Bosmont è un comune francese di 181 abitanti situato nel dipartimento dell'Aisne della regione dell'Alta Francia.

## Società

### Evoluzione demografica
Abitanti censiti